# Mathania carrizoi
Mathania carrizoi es una especie de mariposa, de la familia de las piérides, que fue descrita por Giacomelli, en 1914, a partir de ejemplares procedentes de Argentina.

## Distribución
Mathania carrizoi es endémica de Argentina (región Neotropical).

## Plantas hospederas
Las larvas de M. carrizoi se alimentan de plantas de la familia Loranthaceae. Se ha reportado en Tripodanthus acutifolius y especies no identificadas del género Ligaria.